# Gräberfeld von Haßleben
Koordinaten: 51° 7′ 0″ N, 11° 0′ 0″ O

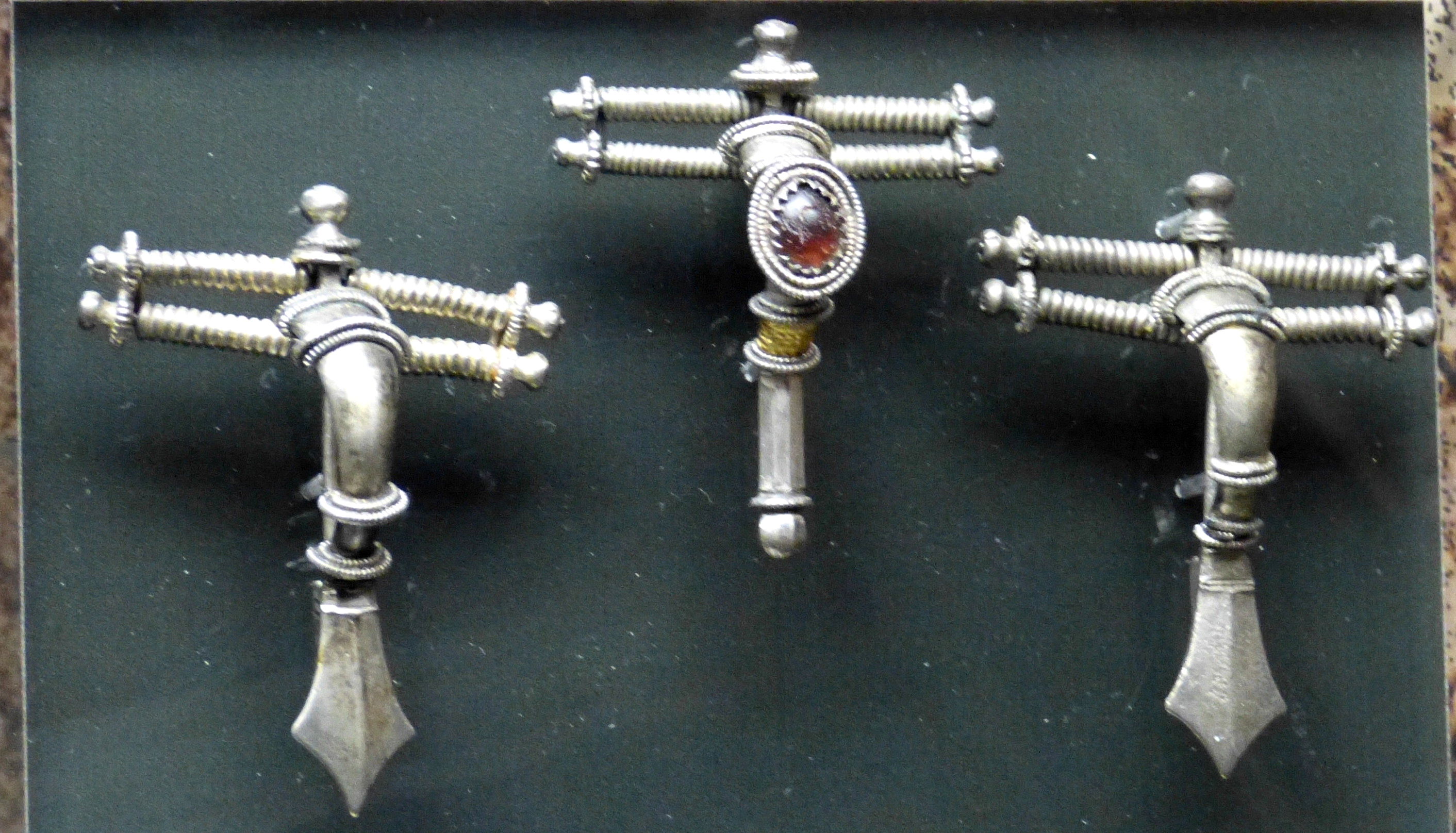
Germanische Prunkfibeln aus dem Grab der ‚Fürstin‘ von Haßleben.

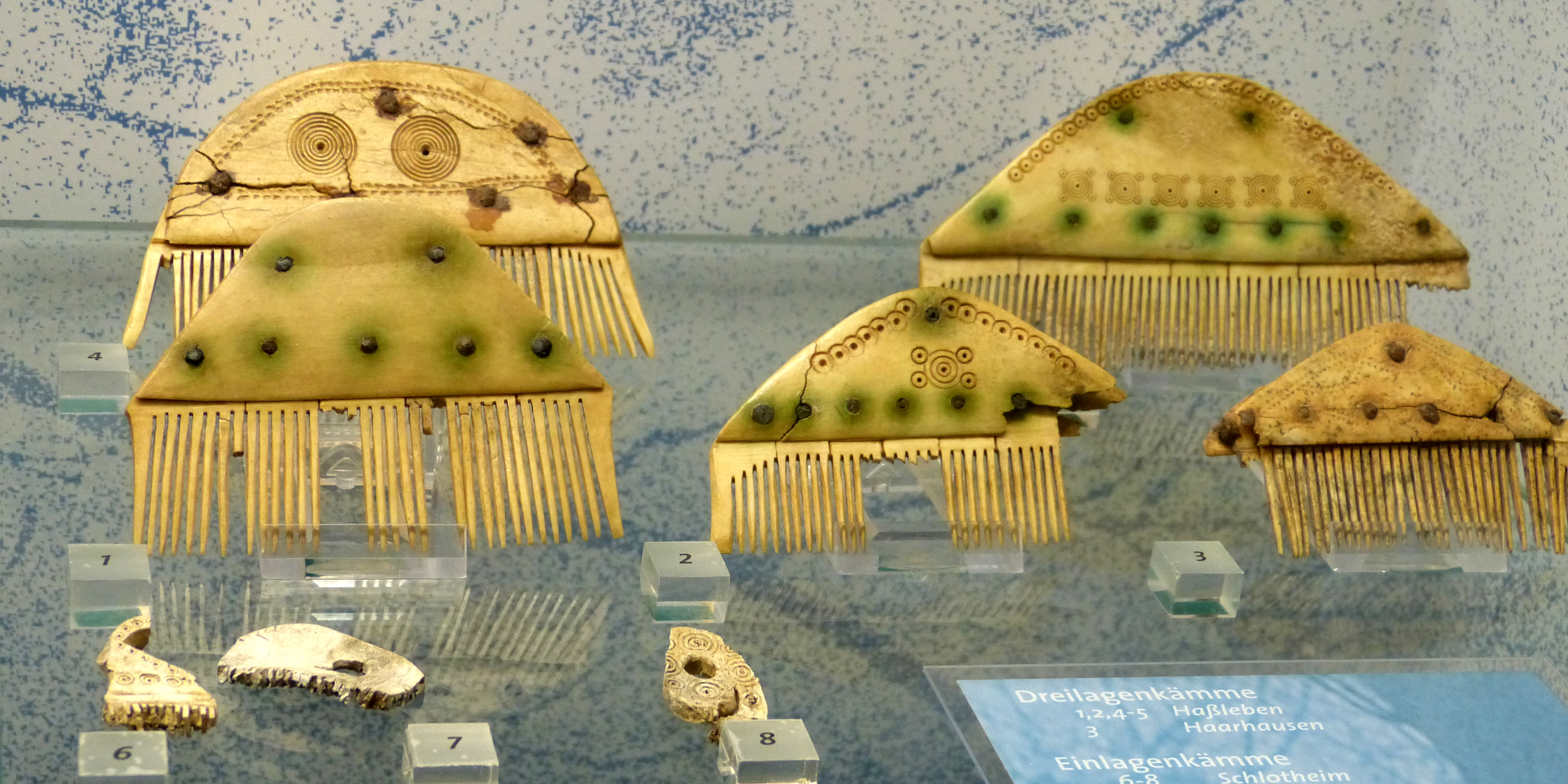
Beinerne Dreilagenkämme elbgermanischer Provenienz aus Haßleben und Haarhausen.

Das germanische Gräberfeld von Haßleben wurde etwa 15 Kilometer nördlich von Erfurt in Haßleben entdeckt. Es gilt als das bedeutendste Gräberfeld der jüngeren römischen Kaiserzeit Thüringens. Ausgrabungen wurden in den Jahren 1911 bis 1913 und erneut in den 1930er Jahren durchgeführt.

## Fundgeschichte
Armin Möller, Kurator am Städtischen Museum in Weimar, untersuchte in den Jahren 1911 bis 1913 einige elbgermanische Körpergräber an der Kiesgrube in Haßleben, einem kleinen Ort nördlich von Erfurt.
Im Jahr 1913 wurde ein Grab am Fundort entdeckt, das alle bisherigen Befunde aus vorgeschichtlichen Gräbern im Raum Thüringen übertraf. Das freigelegte außerordentlich reiche Körpergrab einer Frau der germanischen Elite fiel bereits durch seine Größe auf. Ein ungestörtes, nicht beraubtes Elitegrab wurde zum ersten Mal in situ im Thüringer Becken entdeckt.
Insgesamt lagen im Gräberfeld 24 Gräber vor, alles Körpergräber mit einer regulären Ausrichtung von Nord nach Süd. Die Größen der Grabgruben entsprechen jeweils der reichen Ausstattung. Elbgermanische Gräber waren meist Brandbestattungen, in Haßleben lagen überraschend Körpergräber mit für Elbgermanen typischen Beigaben vor.

## Datierung
Das Körpergräberfeld wird in die zweite Hälfte des dritten Jahrhunderts datiert. Die Datierung ist gesichert durch die Aurei-Funde in den Elitegräbern Befund 4, Befund 8 und Befund 20 und die Datierung für Haarhausen in die Zeit nach dem Limesfall.

## Fundbeschreibung
Das kleine Körpergräberfeld einer germanischen Elite um das Elitegrab der Fürstin von Haßleben war eine sogenannte Adelsgrablege mit 24 Angehörigen ihrer Gefolgschaft. Einige Körperbestattungen lassen außerordentlichen Reichtum erkennen, wenige der Gräber sind einfache Bestattungen.
Die Grabbeigaben zeigen, die Elite der Haßlebener Gruppe bzw. der frühen Altthüringer – die traditionelle Forschungsmeinung sieht in ihnen Hermunduren – orientierte sich an der römischen Kultur und nahm diese teils in den eigenen Lebensstandard auf.

## „Fürstin von Haßleben“ (Befund 8)
Das Elitegrab (Befund 8) enthielt die außerordentlich reiche Bestattung einer Frau der elbgermanischen Elite des 3. Jahrhunderts n. Chr. Erhalten blieb ihr wertvoller Schmuck: ein goldener, reich verzierter Halsreifen, ein Glasperlen-Collier, eine Bernsteinkette sowie weiterer Schmuck aus Gold und Silber. Im Mund trug die Frau eine römische Goldmünze, wohl den Charonspfennig für die Aufnahme ins Totenreich. Aufwendig war auch die Geschirrausstattung. Den größten Anteil am Geschirr nahm römisches Importgut ein. Bei der Keramik überwiegt Drehscheibenware, eine Reibeschale gilt als der einzige Beleg für ein römisches Mortarium in einem germanischen Grab in der Germania magna.

## Elitegrab (Befund 21)
Das zweite sehr reiche Grab (Befund 21) – die Bestattung in einer Grabgrube von dreimal ein Meter und 2,10 Meter Tiefe mit Schmuck und Geschirr aus Gold und Silber und ferner Drehscheibenware – lag südlich der Elitegrabstatte der 'Fürstin' in einer weiteren Gruppe Elitegräber. Neben elbgermanischen Grabbeigaben kam auch hier römischer Import vor.

## Weitere Gräber
Zu den übrigen Gräbern gehören noch fünf Befunde mit goldenen Fingerringen, Anhängern und Münzen, die sonstigen Grabbeigaben der Befunde sind mit denen im Befund Nr. 8 oder im Befund Nr. 21 nicht vergleichbar. Drei der Gräber heben sich durch ihre Silberbeigaben ab.
Die einfachen Bestattungen enthalten eine Beigabe aus Bronze oder einen Kamm bzw. auch nur Keramikbeigaben. Bei der Keramik des Gräberfeldes überwiegt Drehscheibenware. Fünf Gräber waren ohne Fund.

## Interpretation
Das Gräberfeld von Haßleben unterscheidet sich von den übrigen Gräberfeldern des dritten Jahrhunderts. Körpergräber, vorwiegend Schmuck und Geschirr aus Gold und Silber, römischer Import und Drehscheibenware als Grabbeigaben lassen eine elbgermanische Elite erkennen, deren Reichtum und gesellschaftliche Beziehungen sie innerhalb ihrer Gemeinschaft hervorheben. Die veraltete Deutung als Burgunden gehört der Forschungsgeschichte an. Von der modernen Geschichtsforschung abgelehnt wird auch die Zuweisung dieser reichen Gräber und der zeitgleichen Körpergräber im Thüringer Becken an die Hermunduren. Die Haßlebener Gruppe bzw. deren Träger im Raum Thüringen lassen sich als die frühen Altthüringer ansehen, für die am Ende des vierten Jahrhunderts auch schon der Name „Thoringi“ überliefert ist.
Das unterschiedliche Niveau der Ausstattungen in den Körpergräbern von Haßleben wurde von Berthold Schmidt als zwei Zeithorizonte interpretiert, Sigrid Dušek hingegen schließt sich Günter Behm-Blancke an und sieht hier „Vertreter des ,Hochadels‘ mit Familien und sozial abgestuftem Gefolge“ zur späten römischen Kaiserzeit in der Germania magna. Erklärt werden Reichtum und römischer Import in den Elitegräbern mit der Beteiligung am Handel oder mit der Beute bzw. dem Sold für Leistungen im römischen Heer, etwa während der Zeit des Gallischen Sonderreichs. Beziehungen zwischen Elbgermanen und Römern belegen die schriftlichen Quellen zu dieser Zeit. Dieser historischen Überlieferung entspricht die Sozialstruktur herausragender Elitegräber im Thüringer Becken und Mittelelbe-Saalegebiet, dazugehörige Fürstensitze lassen sich jedoch bisher kaum nachweisen. Die Siedlungsfunde von Haßleben etwa rechtfertigen eine Interpretation als Fürstensitz nicht. Die Befunde an Drehscheibenware aus Haßleben weisen auf die Herstellung in einer herausragenden Produktionsstätte wie Haarhausen hin. Es wird angenommen, dass diese Keramik sowie die Prachtfibeln aus dem Fürstengrab (Befund 8) und dem Elitegrab (Befund 21) von Wanderhandwerkern an den Hofstätten altthüringischer nobiles („Edeling“) gefertigt wurde. Parallelen weisen die Elitegräber von Haßleben nur mit Fürstengräbern wie Leuna, Stráže, Sakrau, Sanderumgard oder Himlingøje auf.

## Ausstellung
Die herausragenden Befunde und das unter den Elitegräbern des Gräberfeldes herausragende „Fürstinnengrab“ ´sind Teil der Dauerausstellung des Museums für Ur- und Frühgeschichte Thüringens in Weimar.